# Oumarou Issa
Oumarou Issa est un homme politique camerounais issu de la région de l'Adamaoua. Il est devenu sénateur lors des élections sénatoriales camerounaises de 2018.  

## Parcours politique
Oumarou Issa est membre du Rassemblement démocratique du peuple camerounais (RDPC). Son parti politique le désigne comme candidat aux élections sénatoriales de 2018 en tant que sénateur titulaire. Il devient ainsi l'un des 63 sénateurs élus du RDPC comptant parmi les Sénateurs de la 2ème législature du Cameroun,,. En octobre 2021, avec 81% de voix, il est élu président de section RDPC dans le Djérem 1 à Tibati, région de l'Adamaoua. Lors des élections sénatoriales camerounaises de 2023, les électeurs lui renouvellent leur confiance. Il fait donc partie des 70 sénateurs présentés par RDPC qui raflent l'ensemble des sièges en compétition,,. Il devient ainsi l'un des 100 Sénateurs de la 3ème législature du Cameroun.  